# Poul Hauch Fenger
Poul Hauch Fenger (født 1975) er en dansk jurist og advokat, som er bosat i København. Han er student fra Nykøbing Falster Katedralskole, 2.g (New School, Rom) Jurist fra Københavns Universitet (cand.jur.) Master of International Relations fra Bond University, Australien. Advokat Poul Hauch Fenger har speciale i strafferet, menneskeret og international ret, tidligere bl.a. Associate Expert i FN’s Højkommissariat for Menneskerettigheder (UNOHCHR) og Rådgiver i EU.
I Danmark er han registreret som beskikket forsvarsadvokat af Justitsministeriet og har ført en række af de største straffesager i Danmark og Norden.[kilde mangler]
Fenger har møderet for Højesteret og har som en ud af seks skandinaviske advokater møderet for Den Internationale Straffedomstol (ICC) i Haag, Holland. Han er den eneste danske forsvarsadvokat med møderet for både Højesteret og Den Internationale Straffedomstol.[kilde mangler]

Han har været forsvarsadvokat i flere meget medieomtalte sager, blandt andet Danmarkshistoriens største narkosag, kaldet Christiania-sagen, Operations Nordlys, i Nordens største narkosag, Operation Goldfinger, Six-pack-sagen og Mændene i Buret. Fenger har tillige repræsenteret flere klienter i meget omfattende sager om økonomisk kriminalitet. Han repræsenterer en af de sigtede i Europahistoriens største sag om udbytteskat, udbyttesagsskandalen, Cum-Ex Files og repræsenterer en klient i Danmarkshistoriens største sag om bedrageri mod privat personer, Optimizer. Fenger har tillige mødt i større menneskehandelssager og terrorsager.[kilde mangler]

Advokat Fenger har også ført store civile injurie-sager som sagsøgers advokat bl.a. i sagen mod Dansk Folkeparti, som angik grænserne for den politiske ytringsfrihed. Denne sag vandt advokat Fenger og Dansk Folkeparti blev således pålagt at betale 10 dagbøder af 1000 kr. samt 10.000 kr. for tort til hver af de 15 sagsøgere. I den meget medieomtalte sag om udvisning af den unge velintegrerede Bosnier, Almedin var advokat Fenger endvidere familiens advokat. Fenger repræsenterede den danske forfatter og religionssociolog Sherin Khankan i injuriesagen mod folketingsmedlemmerne Khader, Knuth og Henriksen. Han er ofte citeret i og brugt af de danske medier, herunder TV 2 og Ekstra Bladet til at forklare om komplekse juridiske problemstillinger. Han har holdt foredrag om menneskerettigheder i Europa, Asien og Afrika.[kilde mangler]
Fenger er medlem af Advokatsamfundet og The International Bar Association (IBA) og bestyrelsesmedlem i Den Internationale Juristkommission, ICJ. Han har været manuduktør, ekstern lektor og eksaminator i International Ret på Københavns Universitet og har været beskikket af Undervisningsministeriet som censor på alle landets juridiske fakulteter.[kilde mangler] Han har været leder af studieture for journalister på Syddansk Universitet om Menneskerettigheder i FN.
Fenger har desuden arbejdet som menneskerettighedsofficer i Malawi for Institut for Menneskerettigheder, som Politisk Rådgiver for Generalsekretæren i IRCT, Policy and Public Diplomacy Advisor på Den Australske Ambassade for Danmark, Norge og Island.[kilde mangler] Fenger var i 4 år ansat hos advokat Thorkild Høyer, hvor han modtog sin bestalling som advokat, hvorefter Fenger etablerede eget kontor under navnet Hauch Fenger advokatfirma.

## Baggrund
Poul Hauch Fenger er født og opvokset på Falster, i Zambia og i Italien, som mindstebarn i en søskendeflok på tre. Moderen, Inger Birgit Fenger var børnehavelærerinde, faderen, Bent Hauch Fenger, cand.med.vet., HA, cand.mag. i latinamerikanske studier, cand.mag. i mellemøststudier, diplomat i FN, tidl. Teknisk Direktør i Storstrøms Amt og ansat i DANIDA. Søstrene Camilla Hauch Fenger og Kisser Fenger Paludan er hhv. arkitekt og psykolog. Fenger blev sproglig student fra Nykøbing Falster Katedralskole, med et år i 2.g. på New School i Rom, og jurist fra Københavns Universitet. Han tog til Australien 2000-2001, hvor han blev Master of International Relations (M.I.R., dss. cand.scient.pol.).[kilde mangler]
Privat er han kæreste med Kontaktdirektør Therese Vilstrup med hvem han har tre sønner.

## Karriere
Efter uddannelserne, arbejdede Fenger i Verdenssundhedsorganisationen WHO, inden han blev udstationeret i Lilongwe, Malawi, som menneskerettighedsofficer for Institut for Menneskerettigheder. Her hjalp med opførelsen af et sekretariat for Case-handlings institutions og arbejdede for at fremme relationerne mellem NGO-miljøet og staten. Fenger flyttede herefter til Genève, Schweitz, hvor han blev ansat i FN’s Højkommissariat for Menneskerettigheder (UNOHCHR), i kontoret for nationale menneskerettighedsinstitutioner, hvor han fik det geografiske ansvar for Asien og Stillehavet og det tematiske ansvar for bl.a. økonomiske, sociale og kulturelle rettigheder, minoritetsrettigheder, anti-terrorisme initiativer.[kilde mangler]
I Danmark arbejdede han i IRCT og for den australske regering, inden han blev ansat som Rådgiver i EU, EULEX i Kosovo i 2011.

## Tillidsposter
- 2007 - næstformand og bestyrelsesmedlem af The International Commisson of Jurists, Den Internationale Juristkommission, (ICJ).
- 2014 – 2015 Direktør i Levende Menneskerettigheder, Human Rights in Action
- 2007 – 2008 – rådsmedlem, Rådet for Menneskerettigheder
- 2007 – 2008 Executive Vice President, Nordic Club, Genève
- 1999 – 2000 Klubmester, bestyrelsesmedlem, Juridisk Diskussionsklub